# Lowat
Die Lowat (russisch Ловать) ist ein 530 km langer Zufluss des Ilmensees im Nordwesten des europäischen Teils Russlands sowie auf einem kurzen Abschnitt in Belarus.

## Verlauf
Die Lowat entfließt dem in etwa 170 m Höhe unmittelbar an der Grenze zwischen Russland und Belarus gelegenen kleinen See Lowatez (Ловатец) etwa 30 Kilometer südöstlich der Stadt Newel. In einem etwa 40 Kilometer langen Bogen durchfließt sie zunächst mehrere Seen im äußersten Nordosten der belarussischen Wizebskaja Woblasz, bevor sie wieder die russische Oblast Pskow erreicht. Weiter fließt die Lowat in nördlichen bis nordöstlichen Richtungen, erreicht die Oblast Nowgorod sowie die Ilmenniederung und mündet schließlich in den südöstlichen Teil des Ilmensees, wo sie zusammen mit ihrem Nebenfluss Polist und der Pola ein 400 m² großes Binnendelta bildet.

## Hydrografie
Das Einzugsgebiet der Lowat umfasst 21.900 km². Die mittlere monatliche Wasserführung beträgt am Mittellauf, bei Cholm 193 Kilometer oberhalb der Mündung, 105 m³/s mit Maximum während der Schneeschmelze.
Die größten Nebenflüsse sind Naswa, Loknja, Redja und Polist von links sowie Kunja von rechts.
Die Pola streift die Lowat von rechts wenige Kilometer vor deren Mündungen.
Oberhalb des Mündungsdeltas ist die Lowat etwa 300 Meter breit und vier Meter tief; ihre Fließgeschwindigkeit beträgt hier 0,2 m/s. Die Hauptarme des Flusses im Delta (Kopanez, Lowat, Staraja Lowat, Baklan, Wergot) sind jeweils zwischen 60 und 160 Meter breit.
Die Lowat gefriert zwischen Ende November/Anfang Januar und März/April.

## Wirtschaft und Infrastruktur
Die Lowat ist im Unterlauf auf etwa 70 Kilometern bis zum Dorf Tscherentschizy (russisch Черенчицы; englisch Cherenchitsy) schiffbar, wird aber heute nicht regulär befahren. Im Mittelalter verlief dagegen die „Weg von den Warägern zu den Griechen“ genannte Handelsroute über die Lowat.
Bei Welikije Luki wird die Lowat von den Eisenbahnstrecken Moskau–Riga und Bologoje-Wizebsk sowie der Fernstraße M9 Moskau–lettische Grenze und weiter nach Riga gekreuzt. Auf weiten Strecken folgt die Regionalstraße R51 Newel–Staraja Russa dem Fluss, bis sie ihn bei der Kleinstadt Cholm in westlicher Richtung verlässt. Der Unterlauf der Lowat wird bei Parfino östlich von Staraja Russa von der Eisenbahnstrecke Bologoje–Dno–Pskow gequert.

## Bilder

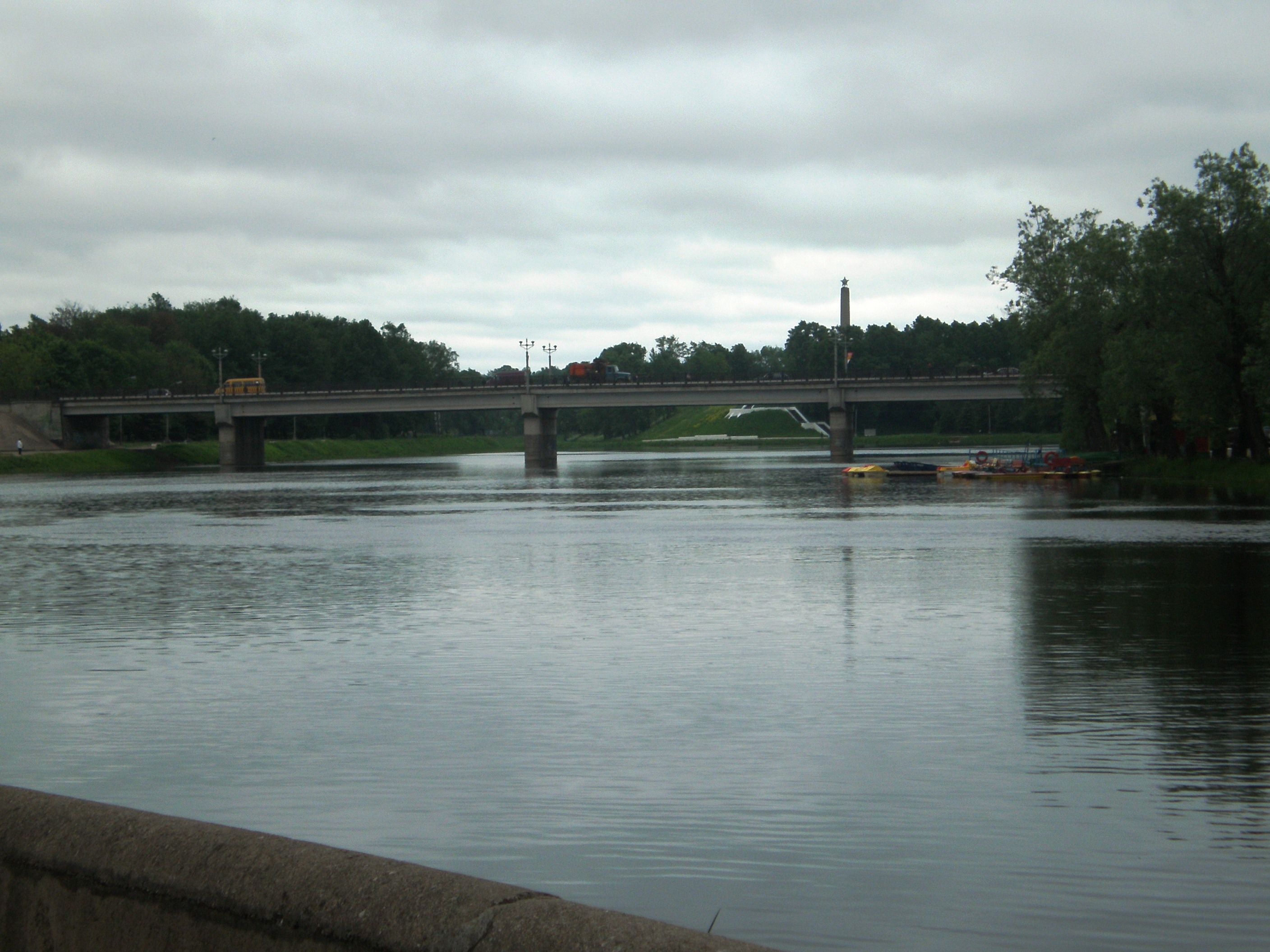
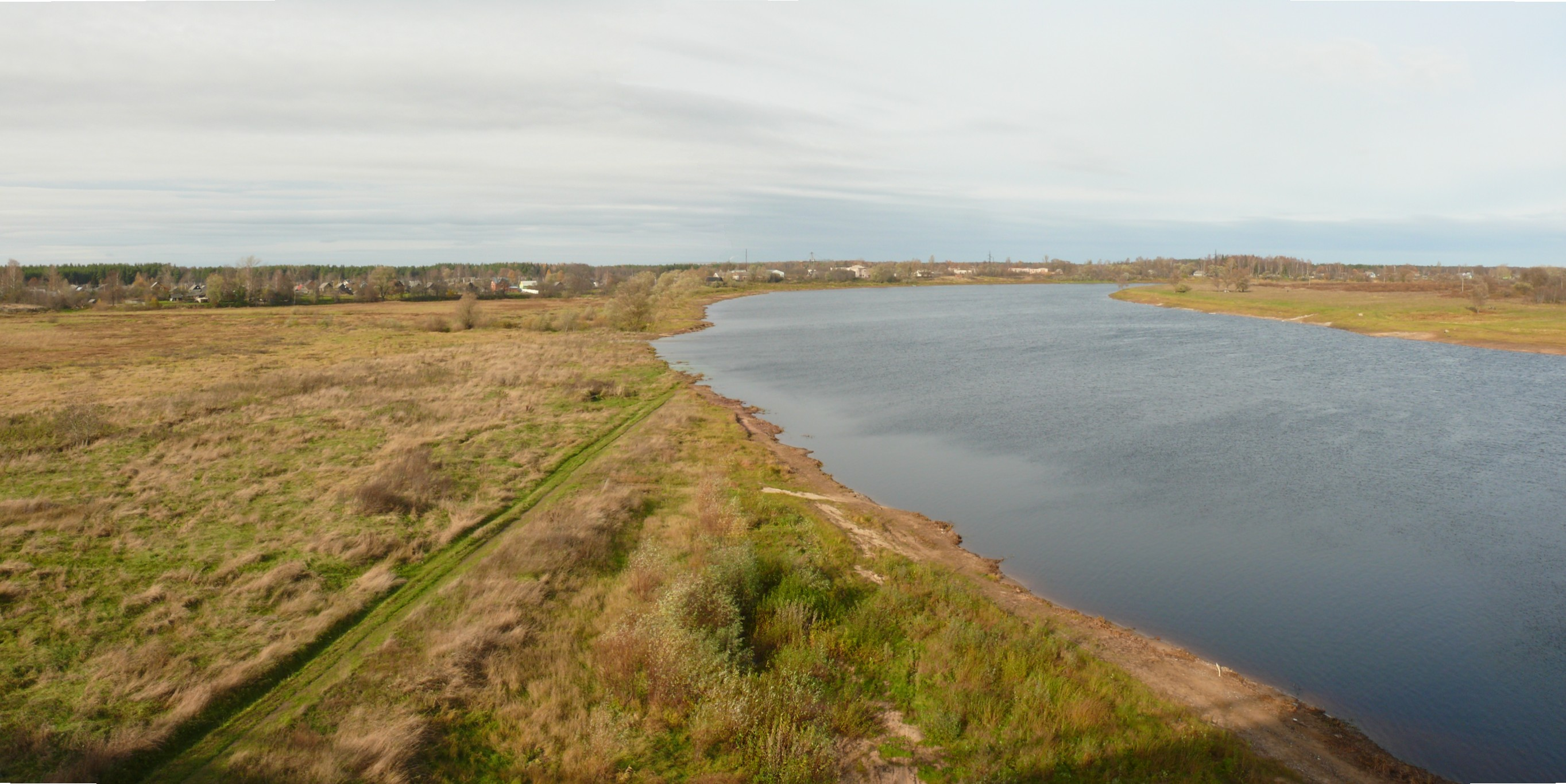
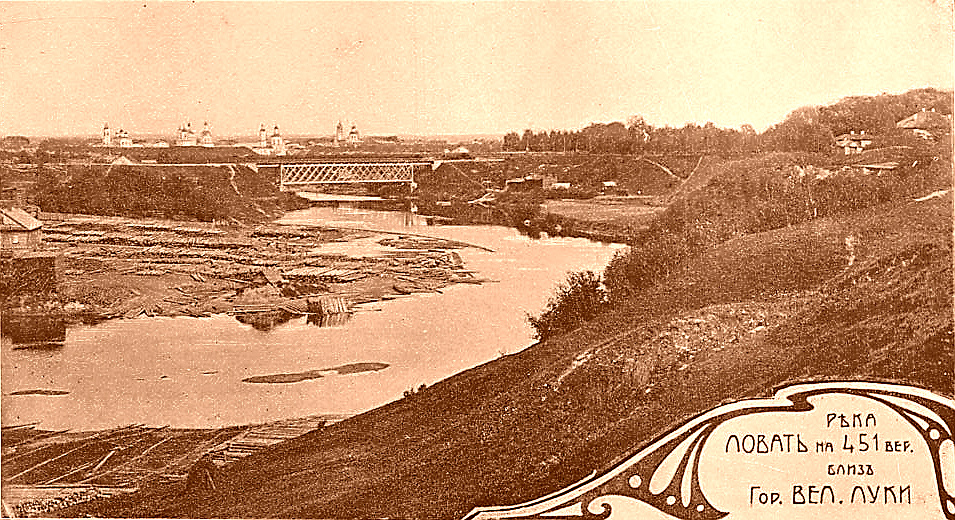
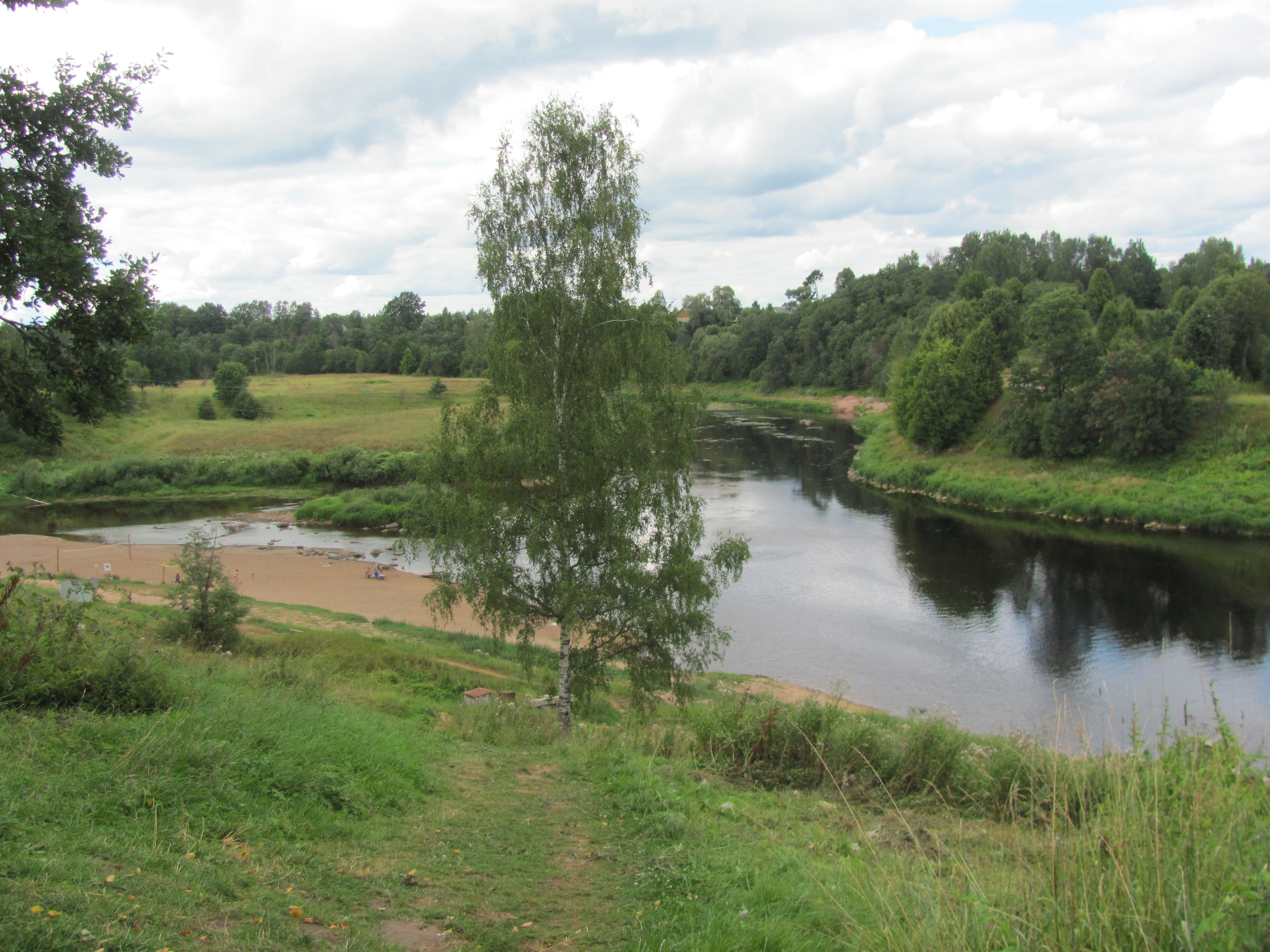
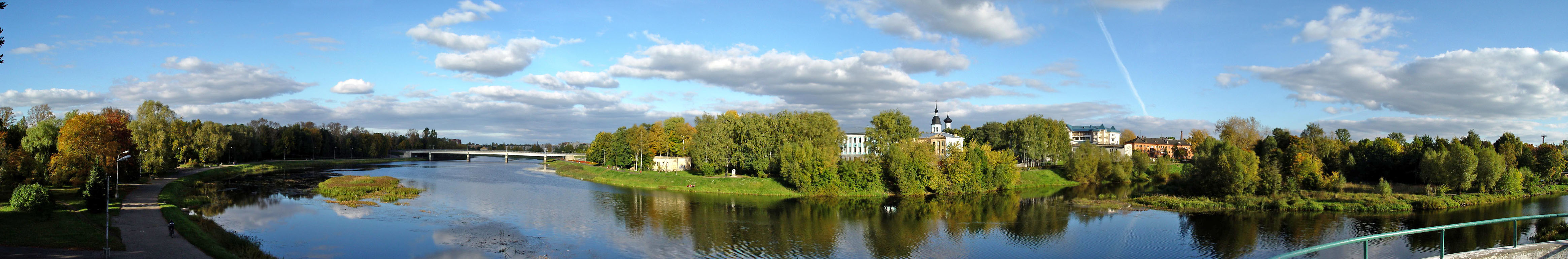